# USS Turner Joy (DD-951)
El USS Turner Joy (DD-951) fue un destructor de la clase Forrest Sherman que sirvió en la Armada de los Estados Unidos de 1959 a 1982. Estuvo involucrado en el incidente del golfo de Tonkín de 1964, junto al USS Maddox.

## Construcción
Fue construido por Puget Sound Bridge and Dredging de Seattle (Washington). Fue colocada la quilla en 1957. Fue botado el casco en 1958. Y fue asignado en 1959.

## Historia de servicio

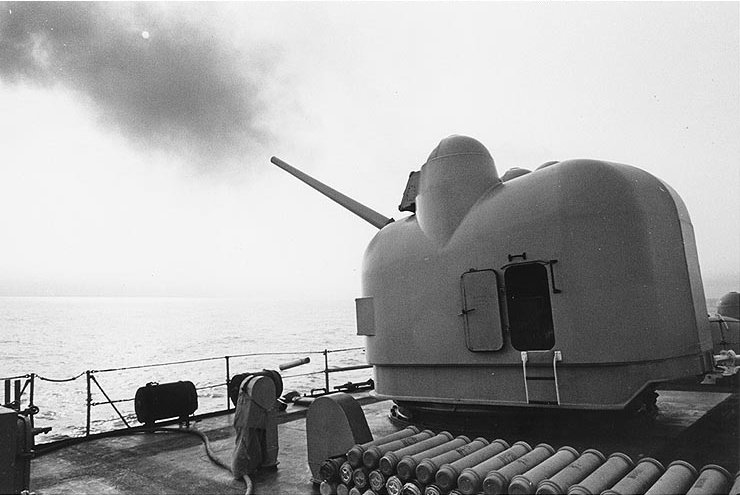
USS Turner Joy (DD-951): disparando uno de sus tres soportes de cañón Mark 42 de 5"/54 (Monte 52) hacia una posición enemiga en la costa en Vietnam, el 20 de junio de 1968

En 1964 el USS Turner Joy partió al mar de la China Meridional uniéndose al grupo del portaaviones USS Ticonderoga. Junto al USS Maddox, fue parte del incidente del golfo de Tonkín, en un enfrentamiento con torpederos norvietnamitas. Por su participación en la guerra de Vietnam (1964-1975), el Turner Joy recibió nueve estrellas de batalla. En 1982 le llegó la baja. Actualmente permanece preservado.

## Nombre
Su nombre honra al vicealmirante C. Turner Joy (1895-1956).